# Learning Resource Server Medizin
Der Learning Resource Server Medizin (LRSMed) ist ein Katalog elektronischer Lehr- und Lernmodule für das Studium der Human- und Zahnmedizin.

## Geschichte
Der LRSMed wurde am Institut für Medizinische Informatik, Biometrie und Epidemiologie (IMIBE) der Universität Duisburg-Essen im Rahmen des Verbundvorhabens Vision 2003 - Lehr- und Lernsysteme in der Medizin: Intelligent & Multimedial entwickelt. Vision 2003 wurde durch das Bundesministerium für Bildung und Forschung im Förderprogramm Neue Medien in der Bildung mit dem Kennzeichen 08NM057I gefördert. Laufzeit von Vision 2003 war vom 1. Januar 2001 bis 31. Dezember 2003.

## Inhalt
Der LRSMed verwaltete kostenfreie, Web-basierte Lehr- und Lernmodule für das Studium der Medizin und das Studium der Zahnmedizin. Diese wurden über einen Quasi-Standard von Metadaten für Lehr- und Lernmodule beschrieben, dem IMS Learning Resource Meta-data Information Model. Über ausgewählte Merkmale konnte der Nutzer nach Einträgen des LRSMed recherchieren. Zu diesen Merkmalen zählten u. a. das medizinische Fachgebiet, der Anwendungstyp und die Sprache des Moduls.

## Stand
Der LRSMed wurde am Institut für Medizinische Informationsverarbeitung, Biometrie und Epidemiologie (IBE) der Ludwig-Maximilians-Universität München (LMU) betreut (Stand Juli 2013). Im LRSMed waren 1632 kostenfreie Lehr- und Lernmodule registriert (Stand 7. August 2013). Im Sommer 2023 wurde der LRSMed deaktiviert.